# Kofunperioden
Kofunperioden var en era i Japans historia från 200- till 500-talet e.Kr. Under kofunperioden skapades mycket stora nyckelhålsformade gravar, kofun (古墳), som också gett namnet på perioden. De stora gravarna antyder att man hade en utvecklad byråkrati som kunde organisera byggandet av stora gravar åt avlidna furstar. På gravarna placerade man ut massvis med små figurer i keramik, så kallade haniwa, och med tanke på shintoismens väldigt vaga föreställningar om vad som händer efter döden förefaller dessa överdådiga begravningsplatser märkliga. I den kinesiska boken Wei Zhi i samlingen Krönika över de tre kungadömena nämns Japan för första gången i skrift år 297. Där kallas landet för Wa och beskrivs som bestående av flera tusen furstendömen, varav Yamatai,  eller Yamato, ska ha varit det främsta.

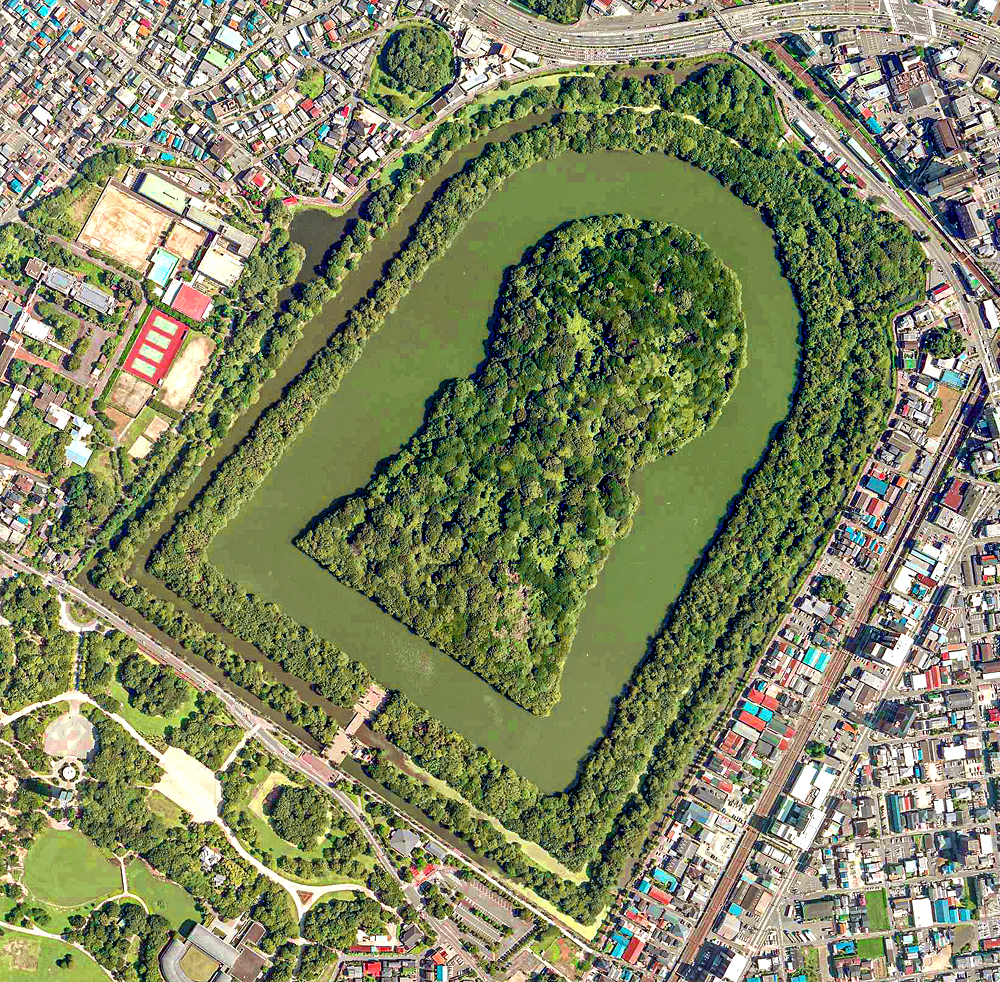
En kofun, Daisen kofun i Sakai.